# 化学物質毒性データ総覧
化学物質毒性データ総覧（かがくぶっしつどくせいデータそうらん、Registry of Toxic Effects of Chemical Substances、RTECS）はオープンな科学文献から集められた、化学物質の毒性情報のデータベースである。報告されている研究の妥当性や有用性については言及されない。2001年まではアメリカ国立労働安全衛生研究所 (National Institute for Occupational Safety and Health, NIOSH) によって維持・管理されており、無料の冊子体として利用できた。現在は民間企業であるSymyx Technologiesによって運営されており、有償の購読が必要である。

## 内容
6種類の毒性データが含まれている：
1. 目や皮膚に対する刺激性 - Primary irritation
2. 変異原性 - Mutagenic effects
3. 生殖への影響 - Reproductive effects
4. 催腫瘍性 - Tumorigenic effects
5. 急性毒性 - Acute toxicity
6. その他の様々な用量での毒性 - Other multiple dose toxicity

急性毒性に関する数値である半数致死量LD50やLC50、TDLo、TCLoなどについては、実験に使用した種（マウス、ラットなど）や投与経路（経口、静注など）と共に記載されている。また全ての情報についての引用元が記されている。データの信頼性については追試などは全く行われない。

## 歴史
RTECSは1970年のアメリカ労働安全衛生法第20条(a)(6) (PL 91-596) に基づき、アメリカ合衆国議会からの命令で活動していた。原版は "Toxic Substances List" の題で、1971年6月28日に出版され、約5000種類の化学物質に関する毒性情報が掲載されていた。後に現在の "Registry of Toxic Effects of Chemical Substances" に名称が変更された。2001年1月には、データベースに含まれる化学物質は152,970種類となった。2001年12月にRTECSはアメリカ国立労働安全衛生研究所から民間企業のElsevier MDLに移管された。その後2007年にSymyxがElsevierよりMDLをRTECSと共に取得した。現在データベースから情報を得るには、年間購読料を支払う必要がある。
RTECSの英語、フランス語、スペイン語版がカナダ労働衛生安全センターから提供されている。データベース購読はウェブ、CD-ROM、あるいはイントラネット形式で提供されている。またデータベースはオンライン形式でNISC (National Information Services Corporation) およびExPub (Expert Publishing, LLC) から提供されている。